# Al-Hilal al-Sahili
Der al-Hilal al-Sahili (arabisch الهلال الساحلي, DMG al-Hilāl as-Sāḥilī) ist ein jemenitischer Fußballklub mit Sitz in der Stadt al-Hudaida.

## Geschichte
Der Klub wurde im Jahr 1971 gegründet. Über die Anfangszeit des Klubs ist aber nichts bekannt. Zur Saison 1998/99 stieg der Klub schließlich erstmals in die erste Liga auf. Mit 25 Punkten scheiterte man dann nur knapp am Klassenerhalt und musste somit wieder runter. Gleich zur Spielzeit 2000/01 gelang dann aber auch die direkte Rückkehr und diesmal gelang auch mit 47 Punkten über den vierten Platz der Klassenerhalt. In der Spielzeit 2005 gelang es dann mit dem President Cup erstmals einen Titel zu gewinnen. Dadurch nahm man auch erstmals am AFC Cup teil. Bei der Ausgabe 2007, gelangen in der Gruppenphase jedoch nur zwei Punkten und man schloss diese auf dem letzten Platz ab. Am Ende der Spielzeit 2007/08 holte man sich dann das Double aus einer ersten Meisterschaft und einem weiteren Pokalsieg. Beim AFC Cup 2009 gelangen es zumindest in der Gruppenphase diesmal sieben Punkte zu sammeln, jedoch reichte es wieder nicht für weiterkommen. Nach einer erneuten Meisterschaft in der Saison 2008/09 gelang direkt die nächste Teilnahme am AFC Cup. Beim AFC Cup 2010 gestaltete sich die Punkteausbeute aber sehr mager und mit nur einem Punkt schied man direkt wieder einmal aus.
Danach fiel die Mannschaft leistungstechnisch ab und konnte sich manchmal nur noch knapp vor dem Abstieg retten. Nach der Militärintervention im Jahr 2015, durch die es sowieso keinen richtigen Spielbetrieb gab es mit dem YFA Tournament 2019/20 dann erstmals wieder ein landesweit ausgespieltes Turnier. In seiner lokalen Gruppe qualifizierte man sich für die Playoffs, konnte sich in der Finalphase sich aber nicht fürs Halbfinale qualifizieren. In der Saison 2021 landete der Klub dann mit 11 Punkten in seiner Gruppe auf dem dritten Platz.

## Erfolge
- Yemeni League: 2008, 2008/09
- President Cup: 2005, 2008
- September 26 Cup: 2003